# Rebelde: Edição Brasil
Rebelde: Edição Brasil (também conhecido como Rebelde: Edição Português) é o primeiro álbum de estúdio em língua portuguesa do grupo mexicano RBD, sendo uma versão do álbum de mesmo nome (2004), lançado em 1 de novembro de 2005 pela gravadora EMI. O disco vendeu cerca de 150 mil cópias, ganhando disco de platina.
A canção “Fique Em Silêncio” atingiu pico de 1º lugar nas rádios de São Paulo em 2006, além do álbum atingir pico de 1º lugar de mais comprados em São Paulo.

## Divulgação

### Singles
"Rebelde" foi lançado como primeiro single promocional do álbum em 1º de novembro de 2005 apenas no Brasil; "Fique em Silêncio" foi lançado em 16 de dezembro de 2005 como segundo single promocional do projeto; e "Salva-Me" foi lançado em 20 de janeiro de 2006 como terceiro e último single promocional do álbum.

## Produção e gravação
Com a transmissão da telenovela Rebelde (2004–06) pelo SBT e o grande êxito que a trama juvenil estava tendo de audiência, a produção do SBT teve a ideia de apoiar isso com uma trilha sonora em português na qual primeiramente resolveram fazer a dublagem das canções originais do grupo RBD pelos seus respectivos dubladores (sendo uma delas denominada "Só Fique No Silêncio"), mas como o projeto não foi bem recebido pelo público, não seguiu em frente.
Posteriormente, resolveram por novamente adiante o projeto, mas só que desta vez as vozes nas canções seriam do próprio RBD, e isso foi possível por meio de um treinamento dos integrantes no idioma falado no Brasil e as gravações, foi feito por meio de pausas entre estúdio e novela, pois na época estavam gravando.
O disco apresenta as músicas usadas como trilha sonora da telenovela juvenil Rebelde no Brasil. As faixas foram traduzidas e adaptadas das canções originais por Cláudio Rabello, sobe direção de Pedro Damián. Apenas as canções "Otro Día Que Va", "Futuro Ex-Novio", "Santa No Soy" e "Fuego" não foram adaptadas para o português.
O álbum foi lançado em parceria do SBT Music e a gravadora EMI em 1.° de novembro de 2005, porém não obteve nenhum single oficial, uma vez que foi lançado apenas para fazer parte da trilha sonora da telenovela Rebelde.

## Lista de faixas
| N.º | Título                | Compositor(es)                           | Produtor(es)             | Duração |  |
| 1.  | "Rebelde"             | Carlos Lara Max di Carlo Cláudio Rabello | Carlos Lara Max di Carlo | 3:34    |  |
| 2.  | "Fique em Silêncio"   | Mauricio L. Arriaga Rabello              | Armando Ávila            | 3:41    |  |
| 3.  | "Um Pouco Desse Amor" | Lara di Carlo Rabello                    | Lara di Carlo            | 3:21    |  |
| 4.  | "Ensina-Me"           | Javier Calderón Rabello                  | Lara di Carlo            | 3:40    |  |
| 5.  | "Querer-Te"           | Guy Roche Amy Powers Rabello             | Ávila                    | 3:18    |  |
| 6.  | "Quando O Amor Acaba" | José Manuel Pérez Marino Rabello         | Lara di Carlo            | 3:19    |  |
| 7.  | "Salva-Me"            | Lara di Carlo Pedro Damián Rabello       | Lara di Carlo            | 3:45    |  |

| Rebelde: Edição Brasil – Faixas bônus |                   |                                                        |                |         |  |
| N.º                                   | Título            | Compositor(es)                                         | Produtor(es)   | Duração |  |
| 8.                                    | "Otro Día Que Va" | Lara di Carlo                                          | Ávila          | 3:27    |  |
| 9.                                    | "Futuro Ex-Novio" | Sean Hosein Dane DeViller Steve Smith Anthony Anderson | Ávila          | 2:59    |  |
| 10.                                   | "Santa No Soy"    | Julio Lacarra Michkin Boyzo                            | Ávila          | 3:07    |  |
| 11.                                   | "Fuego"           | Double N Papa Dee RamPac                               | Ávila          | 2:59    |  |
| Duração total:                        | Duração total:    | Duração total:                                         | Duração total: | 37:15   |  |

## Desempenho comercial
No Brasil, conquistou a sexta posição da parada de vendas de CDs, divulgada pela revista Época, na semana de 28 de dezembro de 2005. Foi o 12.º título mais comprado no país naquele ano.
| País — Tabela musical (2005) | Posição de pico |
| ---------------------------- | --------------- |
| Brasil (Época)               | 6               |

| País — Tabela musical (2005) | Posição |
| ---------------------------- | ------- |
| Brasil (Top Álbuns Brasil)   | 12      |

## Histórico de lançamento
| País   | Data                  | Formato             | Gravadora     |
| ------ | --------------------- | ------------------- | ------------- |
| Brasil | 1 de novembro de 2005 | CD Download digital | EMI SBT Music |